# Aserbaidschanische Volleyballnationalmannschaft der Frauen
Die aserbaidschanische Volleyballnationalmannschaft der Frauen ist eine Auswahl der besten aserbaidschanischen Spielerinnen, die die Azərbaycan Voleybol Federasiyası bei internationalen Turnieren und Länderspielen repräsentiert. Die Mannschaft entstand 1991 nach dem Zerfall der Sowjetunion.

## Geschichte

### Weltmeisterschaft
Bei der ersten Teilnahme an einer Volleyball-Weltmeisterschaft 1994 belegten die aserbaidschanischen Frauen den neunten Rang. Die WM 2006 beendeten sie auf Platz 13. 2014 und 2018 erreichten sie den 15. Platz.

### Olympische Spiele
Aserbaidschan konnte sich noch nie für Olympische Spiele qualifizieren.

### Europameisterschaft
Bei der Europameisterschaft 2005 feierte Aserbaidschan als Vierter seinen größten Erfolg. Bei der EM 2007 und 2009 reichte es nur zum zwölften Platz. 2011 wurden sie Neunter, 2013 Fünfzehnter und 2015 Vierzehnter. 2017 konnten sie im eigenen Land den größten Erfolg mit Platz vier wiederholen. 2019 wurden sie Zehnter. 2021 kam der Tiefpunkt mit dem letzten, 24. Platz.

### World Cup
Der World Cup fand bisher ohne aserbaidschanische Beteiligung statt.

### World Grand Prix
Beim Volleyball World Grand Prix 2006 wurde Aserbaidschan Zehnter.